# Ahmad Bahr
Ahmad Bahr (ur. 1949 w Strefie Gazy, zm. 16 listopada 2023 tamże) – palestyński polityk. Był członkiem biura politycznego Hamasu. W 2006 roku objął stanowisko pierwszego wiceprzewodniczącego Palestyńskiej Rady Legislacyjnej. W 2012 roku został pełniącym obowiązki przewodniczącego rady. Zginął w wyniku ran odniesionych w wyniku izraelskiego bombardowania.